# Diecezja Fort Wayne-South Bend
Diecezja Fort Wayne-South Bend (łac. Dioecesis Wayne Castrensis-South Bendensis, ang. Diocese of Fort Wayne-South Bend) jest diecezją Kościoła rzymskokatolickiego w metropolii Indianapolis w Stanach Zjednoczonych. Swym zasięgiem obejmuje północno-wschodnią część stanu Indiana. 

## Historia
Diecezja została kanonicznie erygowana 8 stycznia 1857 roku przez papieża Piusa IX jako diecezja Fort Wayne. Wyodrębniono ją z ówczesnej diecezji Vincennes. Pierwszym ordynariuszem został kapłan archidiecezji Cincinnati pochodzenia niemieckiego John Henry Luers (1819-1871). Diecezja dwukrotnie utraciła część terytoriów na rzecz diecezji Gary i Lafayette. 28 maja 1960 roku do nazwy diecezji dodano człon South Bend, a kościół św. Mateusza w tym mieście został konkatedrą diecezji Fort Wayne-South Bend.

## Ordynariusze
- John Henry Luers (1857–1871)
- Joseph Gregory Dwenger (1872–1893)
- Joseph Rademacher (1893–1900)
- Herman Joseph Alerding (1900–1925)
- John Francis Noll (1925–1956)
- Leo Aloysius Pursley (1956–1976)
- William Edward McManus (1976–1985)
- John D’Arcy (1985–2009)
- Kevin Rhoades (od 2009)

## Biskupi pomocniczy
- Leo Aloysius Pursley (1950–1956) - od 1956 ordynariusz Fort Wayne-South Bend
- John Paul Elford (lipiec 1968-październik 1968) - zrezygnował przed otrzymaniem sakry biskupiej
- Joseph Robert Crowley (1971–1990)
- John Richard Sheets SJ (1991–1997)
- Daniel Jenky CSC (1997–2002) - od 2002 ordynariusz Peorii